# Ațel, Sibiu
Ațel,  mai demult Oțel (în dialectul săsesc Hätselderf, Hâtseldref, în germană Hetzeldorf, în maghiară Ecel, se pronunță "Ețel"), este satul de reședință al comunei cu același nume din județul Sibiu, Transilvania, România. Se află în partea de nord a județului, în Podișul Târnavelor.
Se bănuiește că la Ațel exista încă din secolul al XIII-lea o biserică, pentru că episcopul Petru din Alba Iulia l-a așezat în 1283 pe decanul Walter din villa Echellini (Ațel) în fruntea listei preoților din Capitulul de Mediaș.

## Istoric
Atestată documentar din anul 1283 cu denumirea latină villa Echelini, cu referire la un anume Walterus decanus de Villa Echelini, și făcea parte din Terra Medies.
Denumirea germană ortografiată Hetzeldorf datează din 1423. În anul 1466 a obținut din partea regelui Matei Corvin ius gladii (dreptul de a condamna la moarte), precum și dreptul de târg săptămânal.
A fost una din cele mai înfloritoare comunități săsești din Scaunul Mediașului.

## Biserica evanghelică
Biserica evanghelică-luterană este un valoros monument gotic, construit în jurul anului 1380, sub influența Bisericii Sf.Maria din Sibiu. La început, biserica avea un cor  închis pe trei laturi și o navă centrală  cu tavan plat, care comunica spre navele laterale prin trei arcade ogivale. Mai avea și o clopotniță  deasupra părții de vest a navei centrale, cu ferestre ogivale, care au fost astupate mai târziu.
În turnul clopotniță s-au păstrat două clopote datate în secolul al XV-lea, dintre care clopotul mare poartă inscripția O rex glorie Jesu Christi veni cum pace.
Pe șantierul bisericii din Ațel a lucrat și meșterul pietrar și constructorul medieval Andreas Lapicida din Sibiu.

### Fortificația
La 1460, înainte de fortificarea propriu-zisă a bisericii, a fost construit un zid oval în jurul ei, cu turnuri. Turnul-poartă, situat în sud-est, a fost ridicat din gresie, dar și-a mai pierdut din înălțimea originară o dată cu modificările de relief.

## Arheologie
Pe raza localității Ațel a fost descoperit un mare tezaur de monede feudale argintate ce cuprinde peste 4100 monede transilvănene, poloneze, ungurești și boemiene din secolele XVI – XVII.
Pe teritoriul acestei localități, în diverse etape, s-au descoperit:
- Două topoare neolitice de piatră, dintre care unul de amfibolit.
- Mai multe obiecte de bronz datând de la sfârșitul epocii bronzului; două râșnițe; două toporașe cu marginile înălțate, două celturi, un fragment dintr-un topor cu gaură transversală pentru fixare, două vârfuri de lănci și un buzdugan de bronz cu 12 colțuri.
- Obiecte din a doua epocă a fierului: o brățară de bronz circulară, scobită în interior și ornamentată cu grupuri de câte trei protuberanțe, o brățară celtică cu semicerc și țâțână, un vârf de lance de fier, un pinten de fier, o fibulă de bronz de tip Latène III, două râșnițe de piatră și fragmente ceramice de factură dacică
- Patru topoare de cupru de tip Ațel,
- Mai mulți stateri de aur macedoneni de la Filip al II-lea al Macedoniei.
- O figurină de lut înfățișând pe zeița Venus.
- Două pietre funerare, care acum se află încastrate în zidul bisericii din Dupuș.
- O fibulă și mai multe obiecte mărunte romane de bronz.

## Școala
Școala săsească datează din 1397, dar numele primului învățător se păstrază din 1462, din documentul de numire a lui Sigismund - rektor parohialis. Ca local de școală s-au utilizat încăperile din fortificația bisericii. Datorită creșterii numărului de elevi, în 1872 a fost contruită prima clădire destinată exclusiv școlii săsești. În prerioada interbelică s-a construit și o a doua școală a sașilor precum și școala de stat românească.

## Personalități
- Andreas von Hetzeldorf, care, în 1315, împreună cu alți delegați ai sașilor din cele Două Scaune, s-a prezentat în fața regelui Carol Robert cu cererea ca cele două scaune să intre în aria de cuprindere a drepturilor acordate prin Diploma andreană.[3]

- Președintele Parlamentului landului Hessen (din 2003), Norbert Kartmann (CDU), este originar pe linie paternă din Ațel. În luna octombrie 2005 a vizitat casa bunicilor săi din Ațel, în care din anul 1991 funcționează un azil de bătrâni.

## Populația
În 1516, în Ațel au fost recenzați 740 locuitori. În 1532 erau peste 800. În 1787 erau 1080 persoane, iar în 1850 erau 1591. Maximul a fost atins în 1940, când în localitate trăiau 2080 de persoane. În 1975, numărul scăzuse la 1892.

## Monumente
În iunie 2003, cu ocazia sărbătoririi a 720 de ani de atestare documentară, în comuna Ațel a fost dezvelit Monumentul Eroilor. Pe Monumentul Eroilor au fost inscripționați românii, alături de cei de naționalitate germană, urmând ca, în cazul în care se vor mai descoperi persoane care nu se regăsesc pe acel monument, să le fie dedicată o placă comemorativă.

## Galerie de imagini

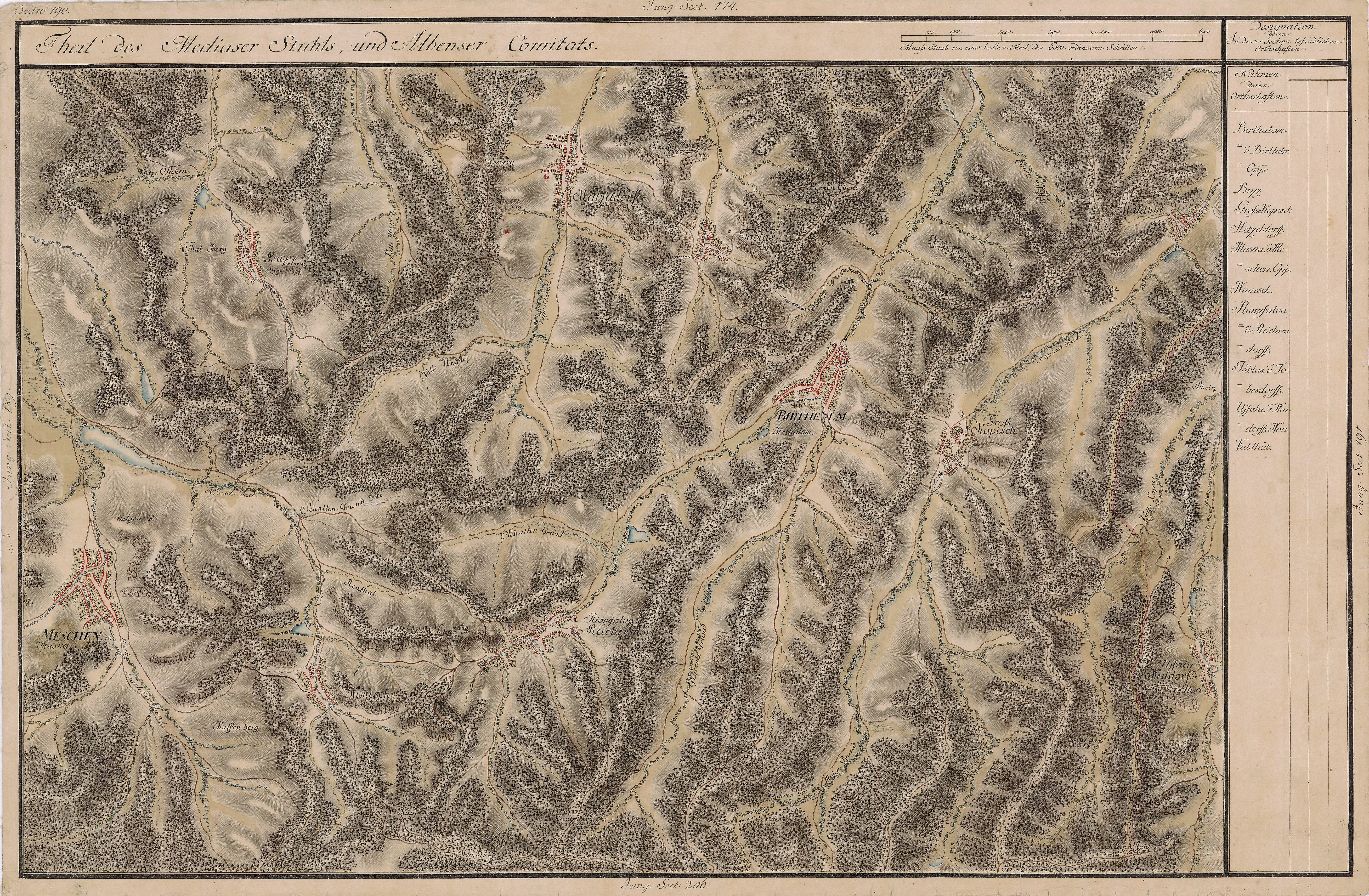
Ațel în Harta Iosefină a Transilvaniei, 1769-1773
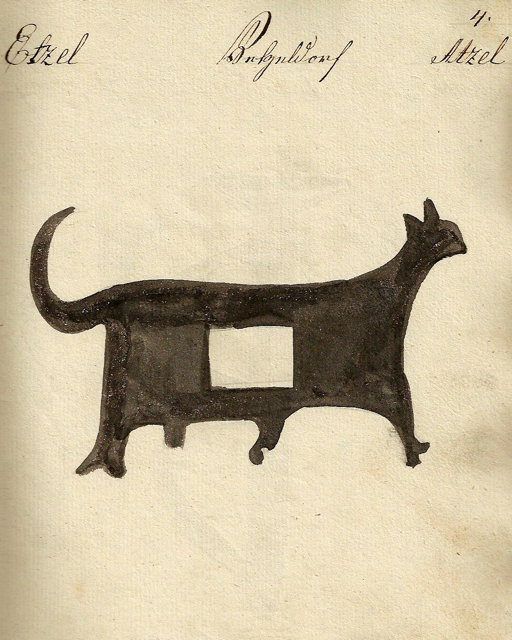
1826 - Danga pentru vitele din Aţel
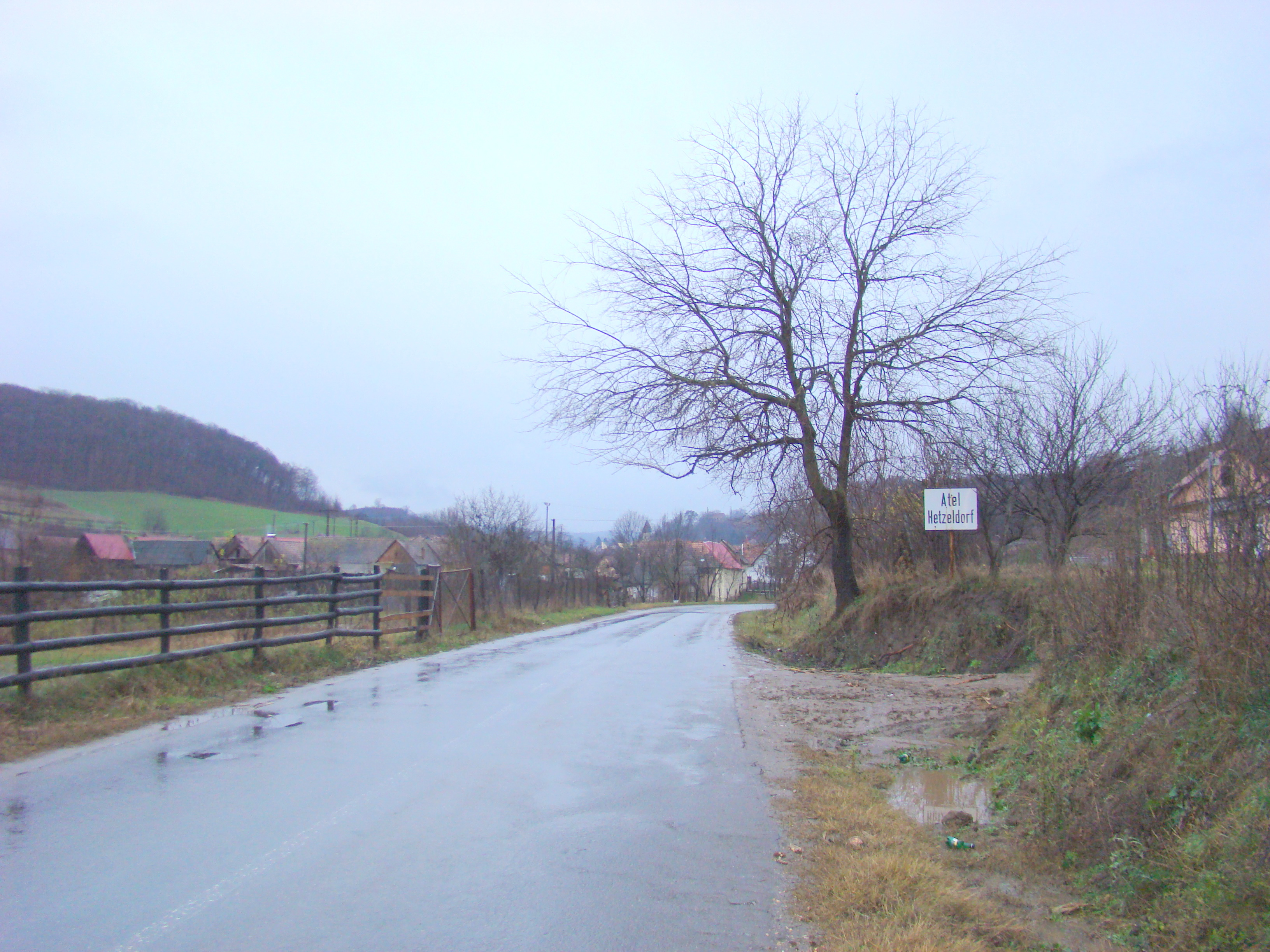
Intrarea în localitate
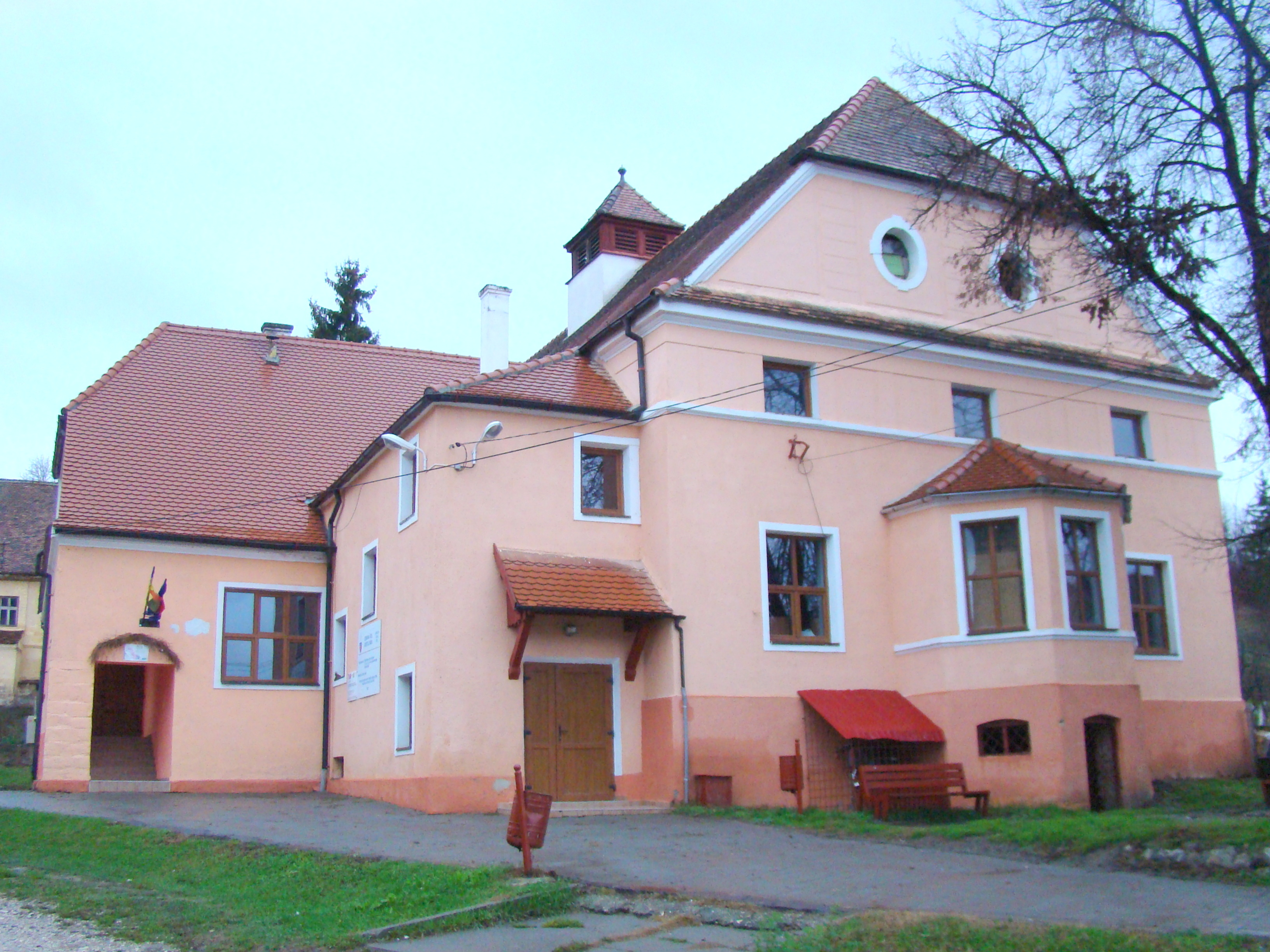
Căminul cultural
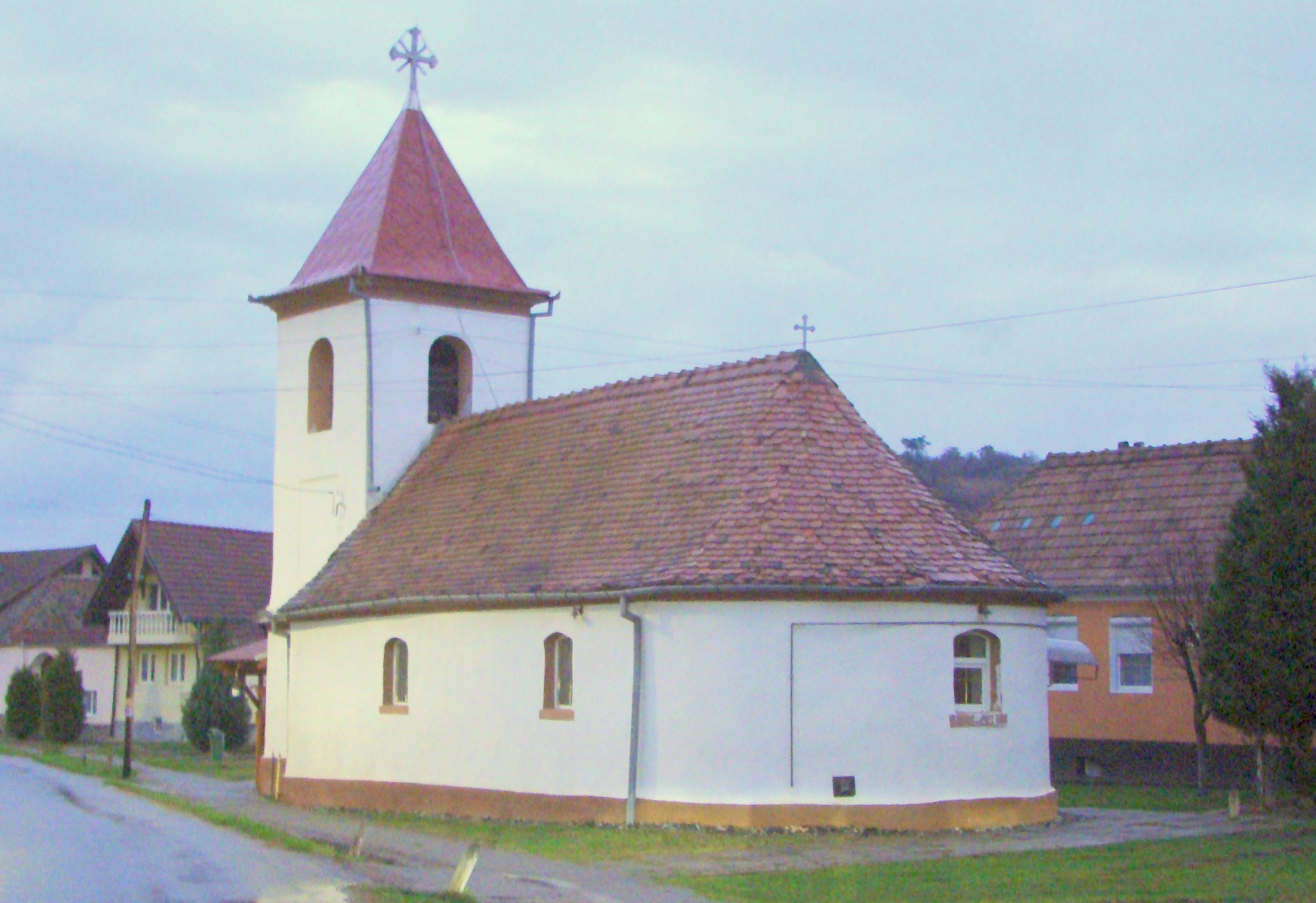
Biserica „Sfântul Mare Mucenic Gheorghe”
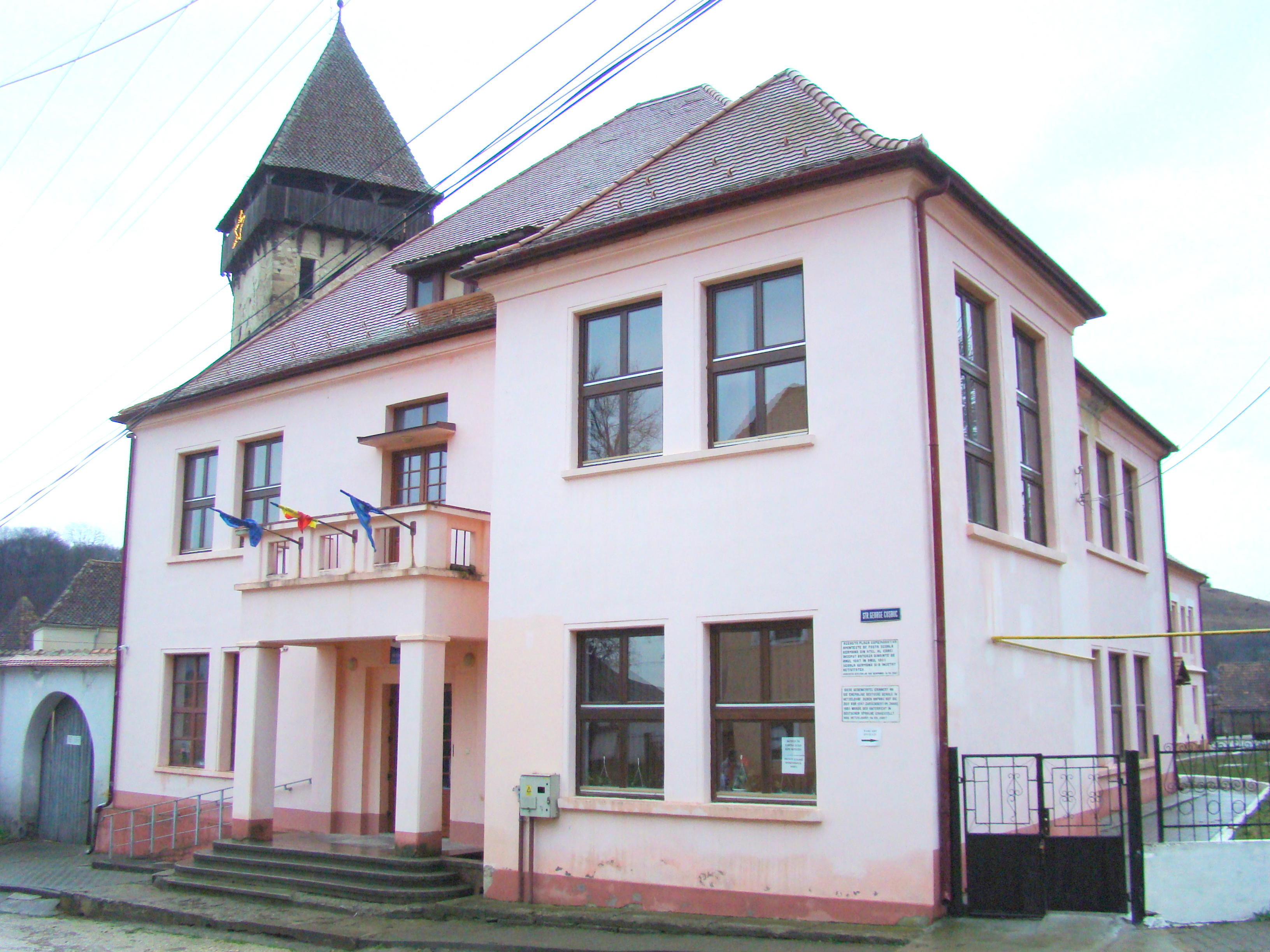
Școala
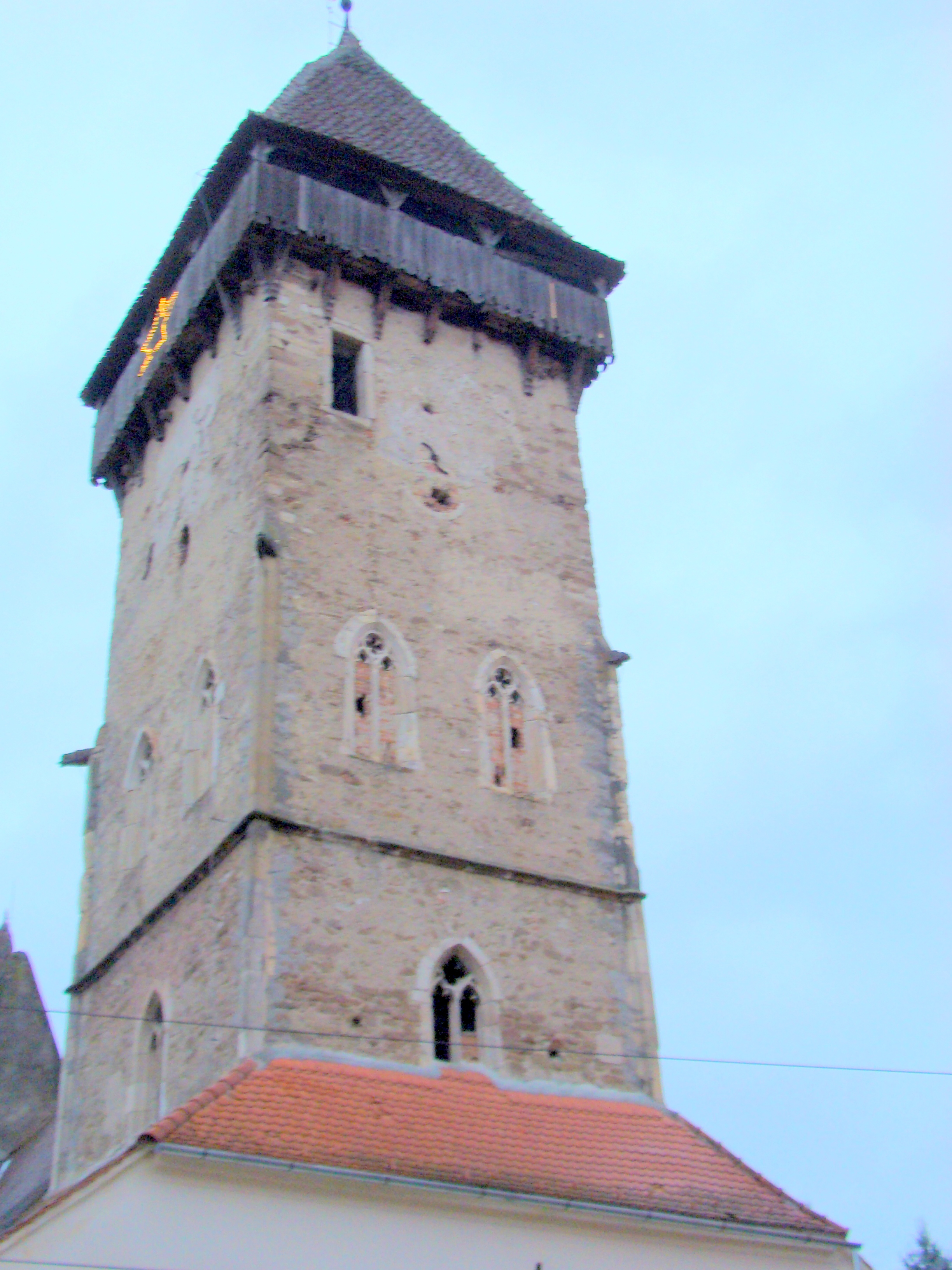
Turnul bisericii fortificate, cu drum de strajă, deschis pe console
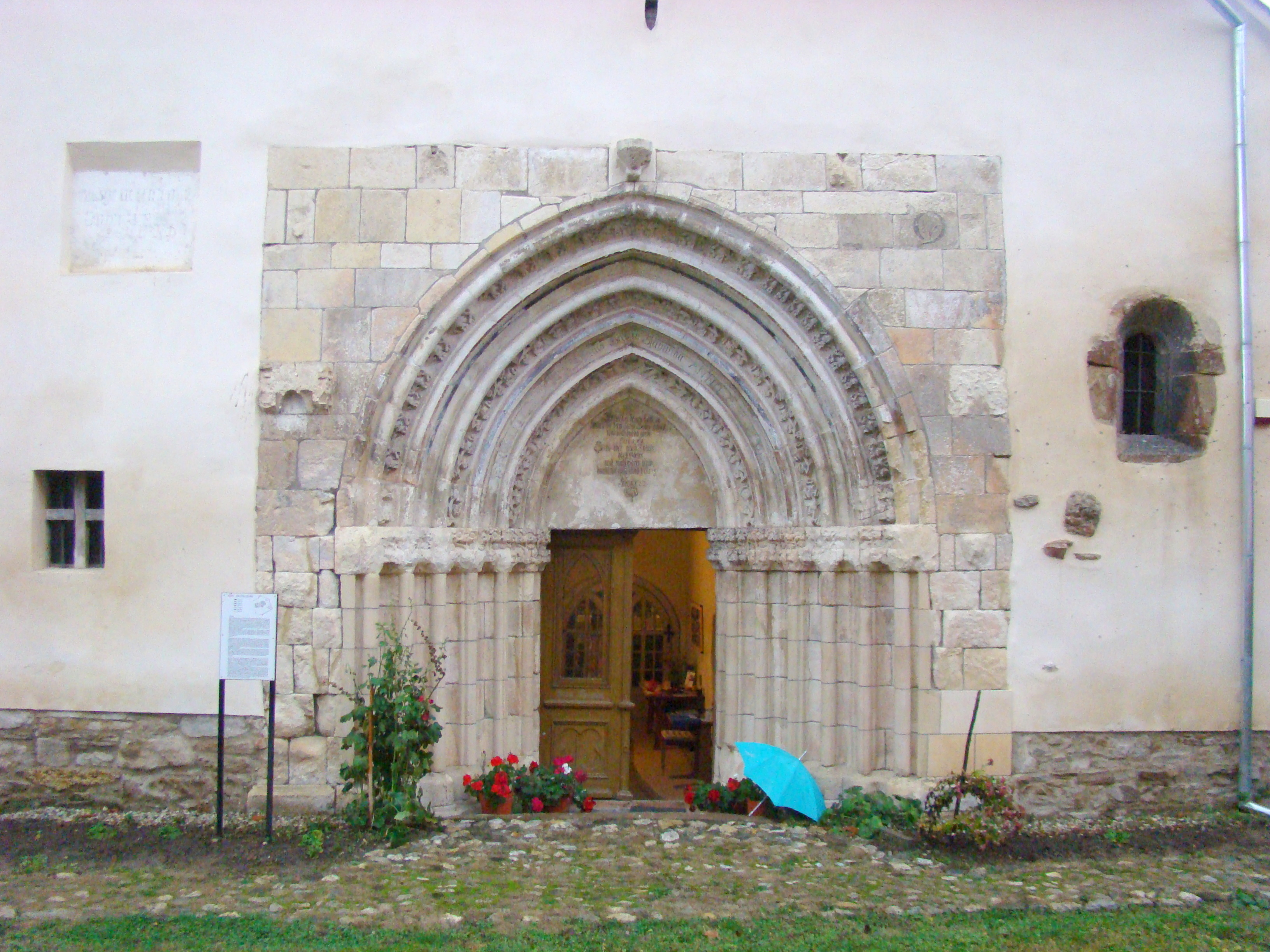
Impresionantul portal estic, cu șase retrageri succesive
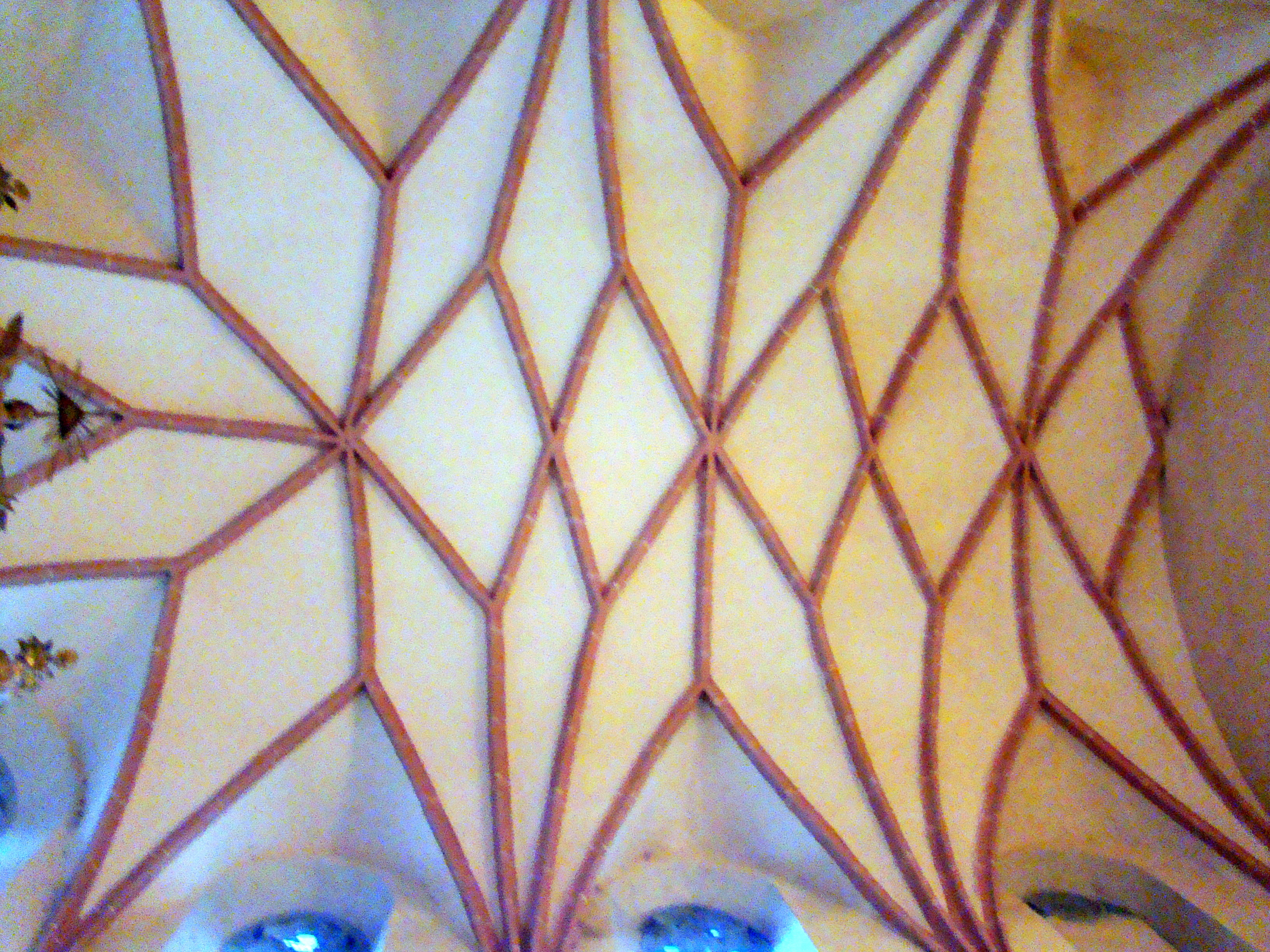
Bolta bisericii evanghelice fortificate (secolul XV)
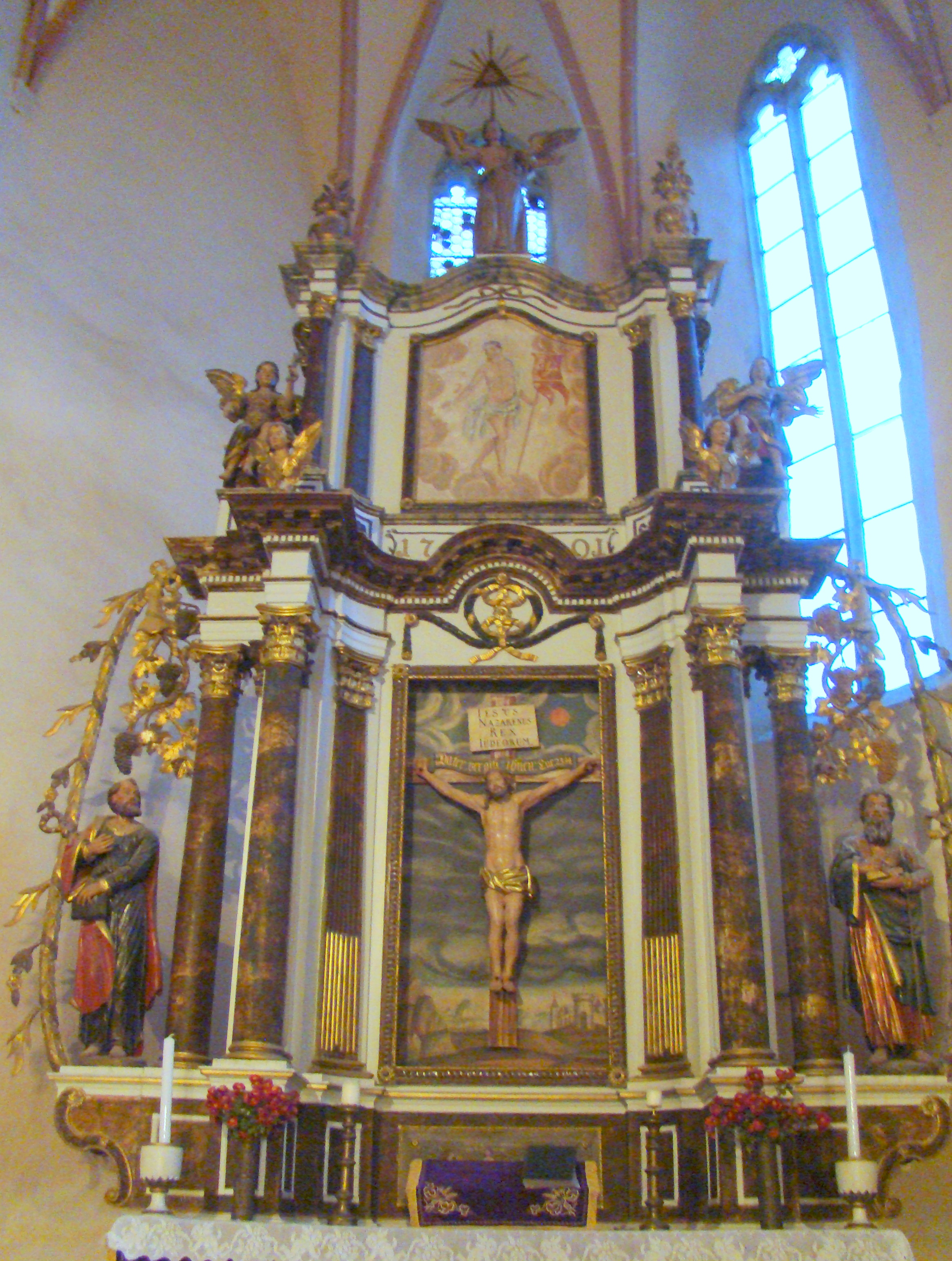
Altarul baroc, datat 1792, opera lui Johannes Folberth din Sighișoara
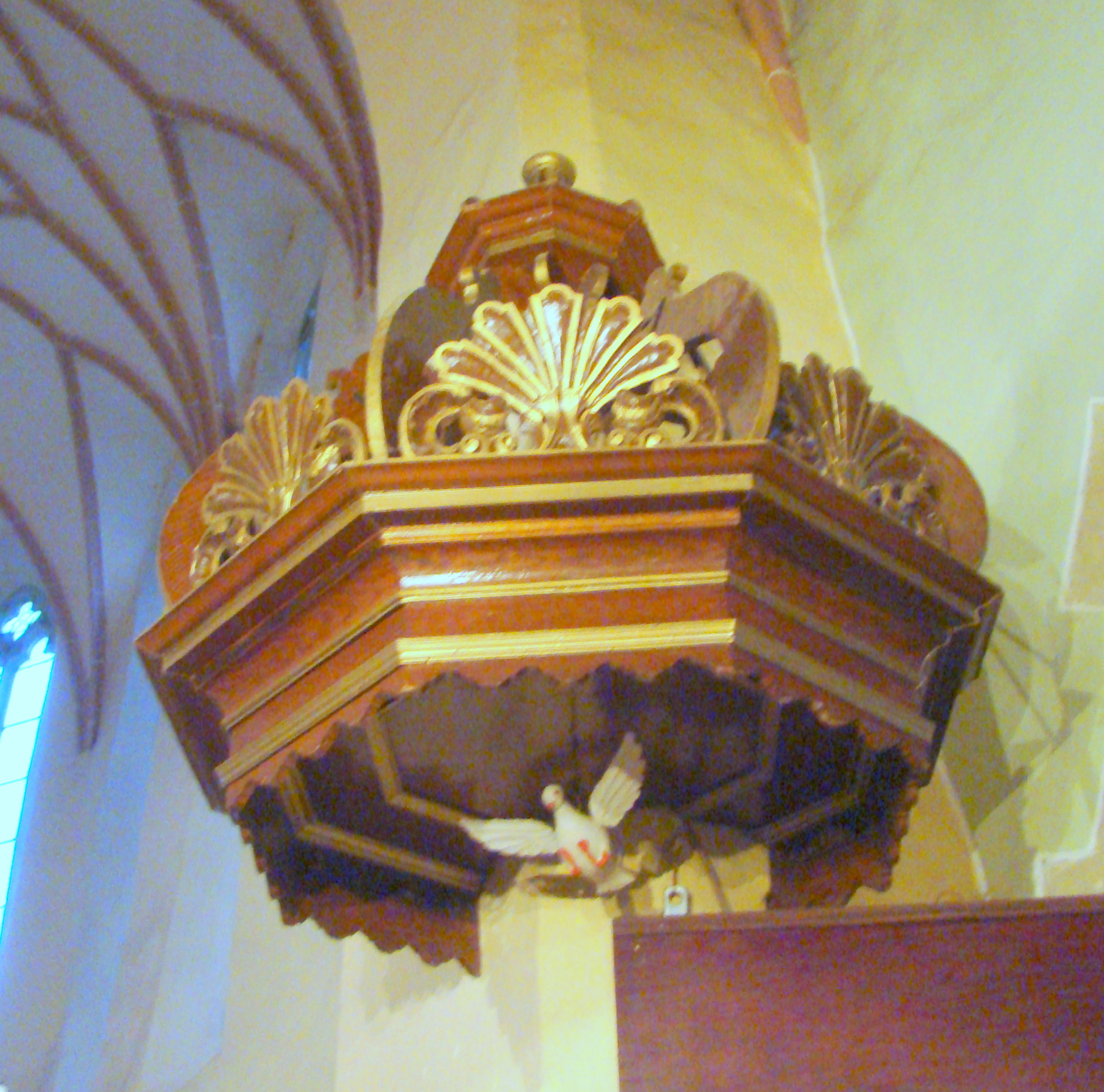
Coronamentul amvonului
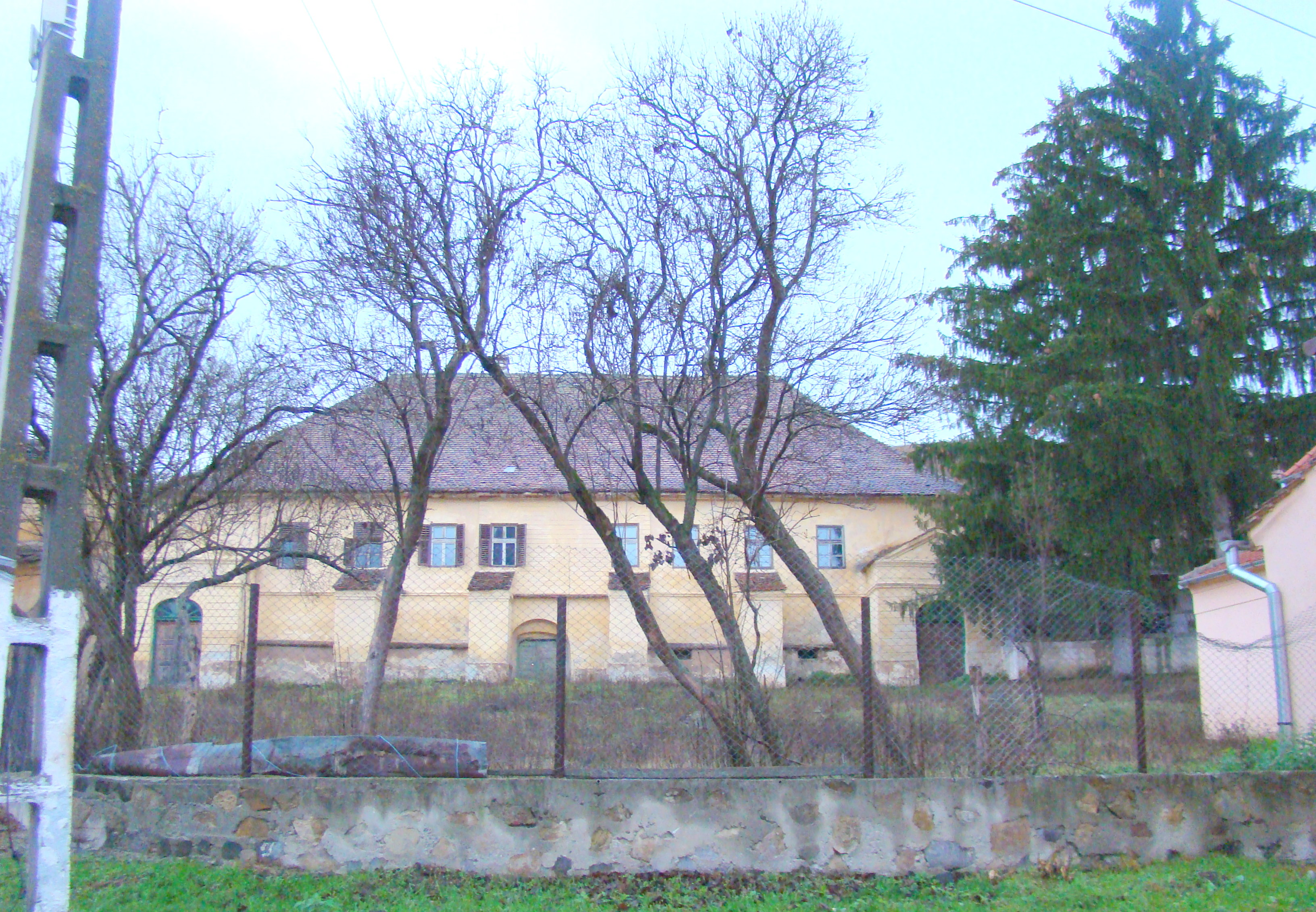
Casa parohială evanghelică